# Pangeneza
Pangeneza (gr. pan 'wszech' i génesis 'narodzenie, pochodzenie') – hipoteza w biologii rozwoju zaproponowana przez Hipokratesa, a wykorzystywana przez Karola Darwina do wytłumaczenia uznawanej przez siebie zasady dziedziczenia cech nabytych. Zakładała ona, że komórki wszystkich narządów i tkanek wytwarzają drobniutkie kopie lub zaczątki (gemmule), następnie wydzielane do krwiobiegu i transportowane do gruczołów płciowych, gdzie następowało na ich bazie formowanie gamet.
Według teorii dziedziczności Hugo de Vriesa w substancji jądrowej komórek znajdują się specyficzne ciałka (pangeny), które decydują o właściwościach komórek.
Niektórzy uważają tę hipotezę za odmianę preformacji.